# Broughton Island (British Columbia)
Broughton Island ist eine Insel zwischen dem Festland der kanadischen Provinz British Columbia und der vorgelagerten Insel Vancouver Island. Broughton Island gehört zur Inselgruppe des Broughton-Archipels und liegt im Regional District of Mount Waddington. Außerdem wird die Insel, wie die gesamte Inselgruppe, dem Great Bear Rainforest zugerechnet.
Offizielle Gemeinden gibt es auf der Insel nicht. Daher ist die Insel auch nicht mit einer öffentlichen Fähre erreichbar. Auf der Insel finden sich jedoch zwei kleine, nur auf den Wasser- oder Luftweg erreichbare, Campingplätze. Die nächstgelegene größere Gemeinde ist das südlich, auf Vancouver Island, gelegene Port McNeill.

## Lage
Die Insel liegt am östlichen Ende der Königin-Charlotte-Straße. Innerhalb der Inselgruppe liegt die Insel im Nordwesten und ist mit einer Fläche von 135 km², nach Gilford Island und Cracroft Islands, die drittgrößte Insel des Archipels.
Nördlich der Insel, durch den Greenway Sound und die Carter Passage getrennt, liegt North Broughton Island. Im Nordosten und Osten trennt die Penphrase Passage die Insel vom Festland. Hier mündet auch die Festlandsbucht des Kingcome Inlet ins Meer. Im Süden trennt der Fife Sound Broughton Island von den Inseln südlich. Im Südosten ist dies Gilford Island, im Süden verschiedene kleinere Insels sowie Baker Island und im Südwesten Insect Island. Westlich von Broughton Island liegen weitere kleine und kleinste Inseln des Archipels.

## Namensherkunft
Broughton Island wurde, ebenso wie der Broughton-Archipel, die Broughton-Straße und andere Orte der Region, im Jahr 1792 von George Vancouver benannt, als er bei seiner Erkundungsreise durch den pazifischen Nordwesten mit den Schiffen HMS Discovery und HMS Chatham die Region erreichte. Vancouver benannt dabei die drei genannten Orte nach dem Kommandanten der HMS Chatham, dem britischen Marineoffizier William Robert Broughton.

## Schutzgebiete
Im südlichen Bereich der Insel liegt mit einem Teil des Broughton Archipelago Conservancy eins der weiteren Schutzgebiete des Archipels. Dieses erstreckt sich nicht nur über Teile von Broughton Island, sondern auch über südlich davon gelegene Inseln.